# Zale albidula
Zale albidula là một loài bướm đêm trong họ Erebidae.